# Aloe ciliaris
El aloe trepador (Aloe ciliaris) es una especie de aloe nativo de  África, especialmente de las regiones de Sudáfrica.

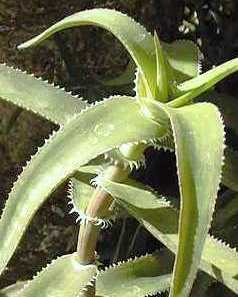
Detalle de las hojas dentadas

## Descripción
Es una planta trepadora que puede alcanzar los 10 metros de longitud. Los largos tallos tienen 8-12 mm de diámetro y las hojas están dispuestas en espiral y son de color verde, coriáceas, suculentas, lineales y lanceoladas de 50-150 mm de longitud y 10-30 mm de ancho con los márgenes con dientes blancos. Las inflorescencias son simples en racimos ascendentes de 150-300 mm de longitud en ramas terminales y racimos de 50-120 mm de longitud. Las flores son tubulares de color naranja y los frutos son cápsulas oblongas.

## Hábitat
Se distribuye por el Cabo Oriental en la maraña de la vegetación de Uitenhage se producen en el sur, hasta la boca del Río Kei en el noreste. Las plantas están a menudo limitadas a los valles de los ríos secos. Crecen en matorrales espinosos dominado por las plantas suculentas. Su hábitat varía desde la tierra llana a zonas rocosas. Tienen los tallos ascendentes y poco ramificadas a escala de la espesura del dosel, la producción de sus vistosas racimos generalmente se extienden a pleno sol. Soporta clima  seco y caliente y heladas muy ligeras o ausentes.  Las precipitaciones son principalmente durante los cálidos meses de verano y oscila entre 500-600 mm por año.  Los inviernos son secos, pero con ocasionales frentes fríos de  lluvia.

## Taxonomía
Aloe ciliaris fue descrita por Adrian Hardy Haworth y publicado en Philos. Mag. J. 67: 281 (1825).
Etimología
Ver: Aloe
ciliaris: epíteto latino  que significa "de flecos peludos".
Variedades aceptadas
- Aloe ciliaris var. ciliaris

Sinonimia
- Aloe tidmarsii[7][8][1]